# Barbara Walters
Barbara Jill Walters, född 25 september 1929 i Boston, Massachusetts, död 30 december 2022 i New York, var en amerikansk journalist, programledare och författare. Walters ledde flera TV-morgonprogram, såsom The Today Show och The View.

## Biografi
Barbara Walters föddes 1929 i Boston som dotter till Lou Walters, ursprungligen Warmwater, och Dena, född Seletsky. Fadern verkade bland annat som agent, teaterproducent samt grundade den berömda nattklubben Latin Quarter i New York. Han var även Broadwayproducent och producerade bland annat Ziegfeld Follies 1943. 
Walters blev först känd som nyhetsankare på NBC:s The Today Show, där hon arbetade i över tio år, först med Hugh Downs och senare också med Frank McGee och Jim Hartz. Efter detta var Walters i 25 år nyhetsankare i ABC:s nyhetsprogram 20/20. Hon medverkade även i ABC:s flaggskeppsprogram ABC World News.
Walters har varit gift fyra gånger med tre olika män. Första gången var hon gift 1955–1957 med Robert Henry Katz. Andra gången var hon gift 1963–1976 med teaterproducenten Lee Guber. Makarna adopterade dottern Jacqueline Dena Guber 1968. Tredje maken var Merv Adelson, chef på Lorimar Television, som hon var gift med 1981–1984 och 1986–1992.

## Filmografi i urval
- 1963-2012 - The Today Show (programledare)
- 1976-2015 - The Barbara Walters Summer Special (producent)
- 1984-2019 - 20/20 (programledare)
- 1997-2016 - The View (programledare och producent)